# Бриги
Бриги (на гръцки: Βρύγοι или Βρίγες) е историческото име на народ, обитавал античните Балкани. Обикновено се смята, че са близки до фригите, които през класическата антична епоха населявали Западна Анадола. Смята се че и двете имена бриги и фриги произхождат от един корен. На базата на археологически проучвания някои учени (като Николас Хамънд, Юджийн Борза и др.) твърдят, че бригите/фригите спадат към лужишката култура, която мигрирала към Балканите през късната бронзова епоха.

## История
Бригите са споменати за първо от Херодот, който ги асоциира с фригите, твърдейки, че според македоните бригите сменили името си на фриги след мигрирането им в Анадола. Смята се, че това преселение се е случило между 1200 г. пр.н.е. и 800 г. пр.н.е., може би като следствие от бронзовия колапс и в частност заради упадъка на хетското царство, които оставил властови вакуум. На Балканите бригите обитавали териториите на днешна Централна Албания и Северен Епир, както и Македония, основно западно от река Аксиос, но също така и Мигдония, която е завзета от Македонското царство в началото на V век пр. Хр. Изглежда, че те са живели мирно в съседство с останалите обитатели на Македония, но Евгамон в неговата Телегония, на базата на по-ранен епос, споменава, че Одисей ръководил армия от епирски теспроти срещу бригите. Малки групи бриги, след миграцията в Анадола и разширяването на Македонското царство, продължавали да живеят в Пелагония и около Епидамн.
Херодот също така споменава, че през 492 г. пр. Хр. някои тракийски бриги (на гръцки: Βρύγοι Θρήικες) нападнали персийския лагер през нощта, ранявайки самия Мардоний, но въпреки инцидента той продължил с военния поход, като в крайна сметка ги покорил. Бригите по-късно са споменати и от Плутарх в Успоредни животописи във връзка с Битката при Филипи като служители в лагера на Марк Юний Брут. Въпреки това съвременните историци твърдят, че не може да има връзка между тези и истинските бриги.

## Етимология
Няма сигурна деривация за името и произхода на бригите. През 1844 година Херман Мюлер предполага, че името може да има същия индоевропейски корен като немската дума Berg (планина) и славянската брег (хълм, склон, планина). В такъв случай името би било сходно с това на келтските бриганти и германските бургунди, както и да е семантично свързана с някои аспекти на думата, означаваща „високи, издигнати, благородни“.

### Лични и географски имена
Някои лични и географски имена, споменати от античните автори, може да са етимологично свързани с бригите:
- Бригийски острови в Адриатическо море - споменати в Аргонавтика.[14]
- Бригияс или Бригиум – град в Лихнинийските блата.[15]
- Бригос (син на Афродисос) – епоним в Епидамн.[16][17]
- Бригос – атически глинен съд от V век пр. Хр.
- Бригиндара (град),[18] Бригиндис (местна богиня), бригиндариос (гражданин) на Родос.[19]